# Tudor (relojes)
Montres Tudor SA, o simplemente Tudor, es un fabricante de relojes suizo de lujo con sede en Ginebra, Suiza. Registrada en 1926 por Hans Wilsdorf, fundador de Rolex, la marca sigue siendo una empresa hermana de Rolex; y ambas empresas son propiedad de Hans Wilsdorf. Tudor fue conocida inicialmente por sus relojes producidos para aplicaciones militares y de buceo profesional. Desde la década de 1960 hasta la de 1980, varias armadas equiparon a sus buzos de combate con relojes Tudor Submariner, incluidos el US Navy SEALs y la Marina Nacional Francesa.

## Historia

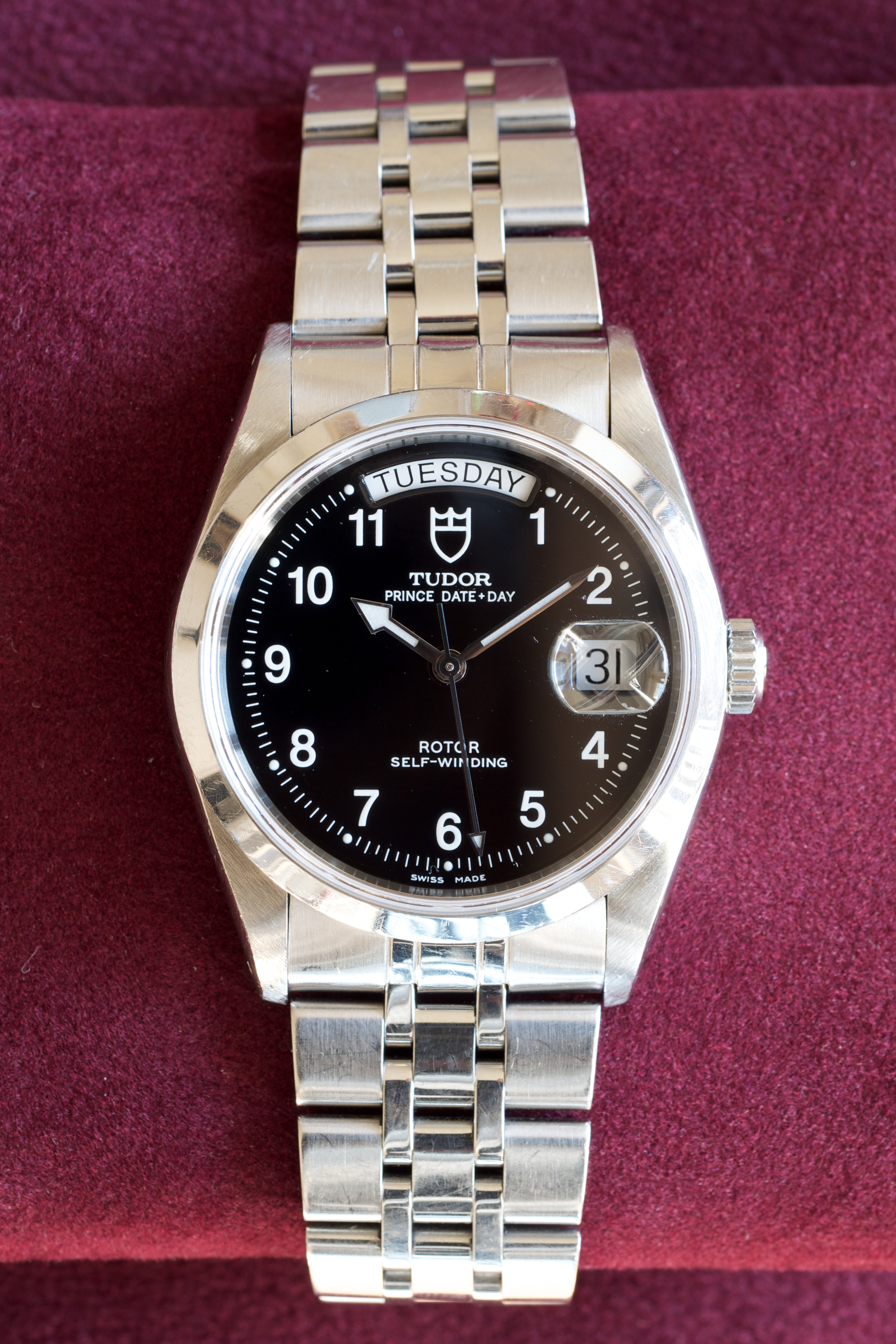
Tudor Date-Day, parte de la serie Tudor Glamour bajo la línea Classic

### Orígenes
La marca Tudor fue registrada en 1926 por la empresa relojera suiza Veuve de Philippe Hüther en nombre de Hans Wilsdorf, fundador de los relojes Rolex. En 1936, Wilsdorf se hizo cargo de la empresa y fundó la empresa Montres Tudor SA en 1946.
El objetivo de Tudor era ofrecer un reloj más asequible que Rolex, pero manteniendo la misma calidad. Los relojes Tudor estaban originalmente equipados con movimientos estándar combinados con cajas y brazaletes Rolex, lo que le permitió a Tudor ofrecer fiabilidad y calidad, al mismo tiempo que lograba sus objetivos de precio.
La firma presentó su colección Oyster a mediados de los años cuarenta, con una caja Oyster impermeable que anteriormente era exclusiva de Rolex. En 1952 lanzó su primer modelo automático, el Prince, que usaba un mecanismo Rolex. Veintiséis relojes Tudor Oyster Prince formaron parte de la equipación de la Expedición Británica al norte de Groenlandia, desarrollada de 1952 a 1954.
La adopción de la caja Oyster y el rotor automático facilitó la entrada de Tudor en la producción de relojes de trabajo. La Marina Nacional francesa utilizó en sus investigaciones de campo para establecer los requisitos de diseño un reloj de buceo Tudor; y desde la década de 1960 hasta mediados de la década de 1980, los relojes de trabajo Tudor sin brazalete se suministraron a la Armada francesa en grandes cantidades para que se pudieran utilizar en su lugar correas militares. Tudor lanzó su primer reloj de buceo en 1954, el Oyster Prince Submariner, resistente al agua hasta 100 metros, resistencia que se aumentó a 200 metros en 1958.
Con el paso de los años, la línea Submariner adoptó varias características, como la "gran corona" y las "agujas en forma de copo de nieve" (que se han reintroducido en el catálogo actual de Tudor). En 1964, Tudor comenzó a producir un Oyster Prince Submariner específicamente para la Armada de los Estados Unidos. En 1957 se lanzó el Tudor Advisor, que incorporaba una complicación de alarma, el primer modelo Oyster que amplificaba el sonido. Más tarde, en 1969, se cambió a una caja de alarma más "tradicional" con una parte posterior externa para aumentar su sonoridad.
En 1970, Tudor lanzó su primer cronógrafo, el Oysterdate, con un calibre mecánico Valjoux 7734 de cuerda manual y función de cronógrafo de levas. La segunda serie, presentada en 1971, recibió el apodo de "Montecarlo" porque su esfera se asemeja a una ruleta. La tercera serie, el Oysterdate "Big Block", se presentó en 1976, y fue el primer cronógrafo Tudor en introducir un movimiento automático. La colección Tudor Monarch se lanzó en 1991 y el Tudor Hydronaut en 1999.

### Modelos posteriores de Tudor
En 2009, Tudor inició un importante relanzamiento de la marca con nuevas líneas de productos: primero, el Tudor Grantour Chronograph y la colección Tudor Glamour de relojes clásicos, seguidos en 2010 por el Heritage Chrono, inspirado en el Tudor Montecarlo de la década de 1970. El Heritage Chrono fue el primero de la línea de relojes Tudor Heritage diseñado para imitar los modelos clásicos más conocidos de la firma, y también el primero en venir con una correa de tela adicional.
En 2011 se lanzaron el reloj despertador Tudor Heritage Advisor, el cronógrafo Fastrider y la colección Clair de Rose para mujer. En 2012, la atención se centró en los relojes de buceo, con el Heritage Black Bay, una reinterpretación de los primeros modelos Tudor Submariner, y el reloj de buceo Pelagos, que tiene una caja de titanio de 42 mm, siendo el primer reloj de titanio del grupo Rolex, y resistente al agua hasta 500 metros de profundidad. En 2013, el Heritage Black Bay ganó el premio Revival en el Grand Prix d'Horlogerie de Ginebra y el Pelagos ganó el premio "Sports Watch" en 2015. En 2014, Tudor amplió la colección Heritage con el Ranger, un reloj de estilo militar similar a un modelo de 1967. El año también vio el lanzamiento de la línea Tudor Style de relojes de vestir para hombres y mujeres.
En 2015, Tudor lanzó el North Flag, llamado así por un momento clave en la historia de Tudor, la Expedición Británica al Norte de Groenlandia. El North Flag fue el primer modelo Tudor equipado con un movimiento de manufactura propia, el calibre MT5621. Durante 2016 y 2017, se introdujeron los movimientos "Manufacture" en todos los relojes deportivos de Tudor y se amplió la línea Black Bay de relojes de buceo. En 2018, la firma anunció el Heritage Black Bay GMT en la feria Baselworld. Fue el primer modelo Heritage Black Bay en tener la función GMT con el movimiento MT5652 de fabricación propia con certificación COSC. El diseño del bisel azul-rojo también es un homenaje al modelo Rolex GMT Master Pepsi de su marca hermana Rolex. También se lanzaron en el Baselworld 2018 los modelos 1926 y Black Bay 58, dos líneas inspiradas en la tradición que llevan el nombre del año en que Tudor registró su marca registrada y el año en que se fabricó el primer Tudor resistente al agua hasta 200 metros.

### Líneas de relojes
Tudor ofrece actualmente cinco líneas de relojes, con muchos modelos diferentes:
- Línea Tudor Black Bay (reloj de buceo inspirado en la tradición con complicaciones GMT, Bronce, Plata, Dos Tonos y Chrono disponibles)
- Relojes deportivos (Tudor Ranger, Tudor Royal y Pelagos FXD)
- Relojes clásicos (serie Tudor Glamour, así como 1926 y Clair de Rose)
- Relojes de buceo (línea Tudor Pelagos)
- Relojes de mujer

## Relojería y características

### Movimientos fabricados por Tudor
Algunos movimientos utilizados en los relojes clásicos Tudor son fabricados por las empresas suizas ETA SA, Sellita o Valjoux, pero en 2015 Tudor lanzó su primer movimiento de fabricación propia para sus relojes Pelagos y North Flag. En 2017, la empresa firmó un acuerdo de cooperación con Breitling, proporcionando el movimiento MT5612 del Tudor Pelagos para el reloj Breitling Superocean Heritage, mientras que, a cambio, Breitling produce el movimiento Tudor Calibre MT5813 para su uso en el nuevo Tudor Heritage Chronograph, basado en el Breitling B01.
Tudor produce variantes de su "Calibre de fabricación" de 2015: el MT 5601 se desarrolló específicamente para el modelo Black Bay Bronze y tiene un diámetro ligeramente mayor y muestra las funciones de horas, minutos y segundos, y el MT5602 se desarrolló para los modelos Black Bay y Black Bay Dark, y también muestra horas, minutos y segundos.
El calibre MT5402 es una versión más pequeña y delgada del 5602, desarrollado para la línea Black Bay 58. A partir de su lanzamiento en 2018, solo está disponible sin indicador de fecha y tiene las mismas especificaciones de velocidad de movimiento, uso de materiales, estructura y reserva de marcha que el 5602. A partir de 2021, también existe como MT5400, una versión de tamaño ligeramente modificado para los modelos Black Bay 58 con fondo de caja abierto para adaptarse al tamaño del fondo de caja de zafiro.
El 25 de mayo de 2021, Tudor anunció su calibre de manufactura MT5602-1U junto con su nuevo reloj Black Bay Ceramic. El movimiento es casi completamente negro, con un rotor de tungsteno negro, una reserva de marcha de 70 horas y una espiral de silicio. Es el primer reloj cronómetro maestro certificado por METAS de la empresa, capaz de funcionar dentro de un rango de tolerancia de 0/+5 segundos por día.

### Correas de tela
Las correas de tela fueron utilizadas por las fuerzas de la OTAN desde mediados del siglo XX como una alternativa funcional y resistente a las pulseras de cuero y metal. Sin embargo, la correa de dos piezas ahora conocida como la "correa NATO", fue adoptada por primera vez por el Ministerio de Defensd del Reino Unido en 1973. Las correas de reloj militares tenían que ser resistentes y seguras, y con las incorporaciones de pasadores y una correa de nailon adicional, la correa NATO proporcionó una mayor seguridad. También fueron utilizadas por muchos buceadores profesionales, ya que las correas de cuero no son aptas para el agua, y las correas tejidas se podían adaptar para ajustarse sobre un traje de buceo con mayor facilidad que las pulseras de metal. La correa NATO inicialmente solo estaba disponible en una variedad de nailon Admiralty Grey de 20 mm de ancho, pero a medida que el estilo ganó popularidad, los diferentes regimientos de las Fuerzas Armadas británicas comenzaron a producir correas de todo tipo con los colores de cada regimiento. Con el tiempo, los militares comenzaron a personalizar las correas de sus relojes, adoptando los colores de los regimientos a los que pertenecían, creando las rayas de colores por las que ahora se conocen las correas de la OTAN.
A principios de la década de 2000, los relojes deportivos con correas de tela se hicieron populares. En el lanzamiento del reloj Heritage Chrono en 2010, Tudor suministró tanto una pulsera de metal como una correa de tela con el reloj. Las correas de tela de Tudor están tejidas por un fabricante de pasamanería localizada cerca de St. Etienne, el centro de los tejidos de seda franceses desde el siglo XV. La misma firma también fabrica cintas para las medallas de la Santa Sede, así como adornos decorativos para casas de alta costura, incluida Chanel.

## Marca

Rosa Tudor

Los primeros relojes Tudor producidos en las décadas de 1920 y 1930 llevaban una firma Tudor en la esfera, con la barra horizontal de la T alargada sobre las otras letras. En algunas piezas raras, también aparece el nombre de Rolex. Alrededor de 1936, el logotipo cambió al nombre en letra gótica acompañado de un escudo con la rosa Tudor, el emblema de la Casa de Tudor inglesa. En 1947, un año después del lanzamiento oficial de Tudor Montres SA, se eliminó el escudo y la rosa apareció sola con el nombre de la marca. A partir de 1969, solo se utilizó el escudo. El logotipo del escudo permanece en todos los relojes Tudor, mientras que la rosa ahora se usa en la corona de los relojes de cuerda.

## Marketing y distribución

### Campañas publicitarias
En 1953, Tudor lanzó una campaña basada en pruebas de robustez del Oyster Prince y su resistencia en condiciones difíciles. Los anuncios incluían un reloj usado por un minero de carbón durante 252 horas de excavación manual, un reloj sometido a las vibraciones de un taladro neumático durante 30 horas usado por un cortador de piedra durante tres meses, un reloj usado durante un mes mientras remachaba vigas de metal en una obra, y un reloj usado por un corredor de motos durante una distancia de 1.600 kilómetros. Con el paso del tiempo, Tudor comenzó a centrar su atención en relojes con un diseño más técnico, inspirado en profesiones peligrosas. Estos relojes tenían características funcionales particulares, como modelos de buceo con función de fecha o cronógrafo. Los individuos seleccionados para las campañas publicitarias de Tudor Prince Submariner y Tudor Prince Date-Day no eran celebridades conocidas, sino personas comunes elegidas por su profesión. Entre ellos se encontraban buceadores de rescate, ingenieros de minas y conductores de rally, todos fotografiados con su equipo.
En 2009 se produjo un importante relanzamiento de la marca con una nueva línea de productos, Tudor Grantour, que presentaba una nueva campaña publicitaria "Diseñado para el rendimiento. Diseñado para la elegancia". El marketing puso un nuevo énfasis en el estilo, en contraste con las comunicaciones de los años 1980 basadas en la resistencia y la durabilidad. En 2017, se lanzó la campaña "Born To Dare", con David Beckham, Lady Gaga y Jay Chou y una asociación con la selección de rugby de Nueva Zelanda y su jugador Beauden Barrett.
Tudor actuó como cronometrador oficial en la Copa del Mundo de Rugby a 7 de 2018, celebrada en San Francisco, y en la copa Mundial de Rugby de 2019, celebrado en Japón. La firma retomó su papel de cronometrador oficial y también fue patrocinador principal de la Copa Mundial de Rugby celebrada en Francia en septiembre/octubre de 2023.

### Distribución
Los relojes Tudor se comercializan y venden en muchos países de todo el mundo, incluidos Estados Unidos, Australia, Canadá, India, México, Sudáfrica, algunos países de Europa, el sur de Asia, Oriente Medio y países de Sudamérica, en particular Brasil, Argentina y Venezuela. Montres Tudor SA interrumpió las ventas en EE. UU. y el Reino Unido a principios de la década de 2000, y las reanudó en EE. UU. en 2013 y en el Reino Unido en 2014.